# Губер-Ридж (Огайо)
Губер-Ридж (англ. Huber Ridge) — переписна місцевість (CDP) в США, в окрузі Франклін штату Огайо. Населення — 4940 осіб (2020).

## Географія
Губер-Ридж розташований за координатами 40°5′31″ пн. ш. 82°55′2″ зх. д. / 40.09194° пн. ш. 82.91722° зх. д. (40.091878, -82.917190).  За даними Бюро перепису населення США в 2010 році переписна місцевість мала площу 2,72 км², з яких 2,70 км² — суходіл та 0,03 км² — водойми.

## Демографія
Згідно з переписом 2010 року, у переписній місцевості мешкали 4604 особи в 1646 домогосподарствах у складі 1215 родин. Густота населення становила 1691 особа/км².  Було 1775 помешкань (652/км²).
Расовий склад населення:
| - 82,9 % — білих - 11,0 % — чорних або афроамериканців - 1,3 % — азіатів - 0,1 % — вихідців з тихоокеанських островів - 0,1 % — корінних американців - 1,4 % — осіб інших рас |

До двох чи більше рас належало 3,2 %. Частка іспаномовних становила 3,4 % від усіх жителів.
За віковим діапазоном населення розподілялося таким чином: 29,5 % — особи молодші 18 років, 61,6 % — особи у віці 18—64 років, 8,9 % — особи у віці 65 років та старші. Медіана віку мешканця становила 32,0 року. На 100 осіб жіночої статі у переписній місцевості припадало 93,5 чоловіків;  на 100 жінок у віці від 18 років та старших — 87,3 чоловіків також старших 18 років.
Середній дохід на одне домашнє господарство  становив 69 539 доларів США (медіана — 58 326), а середній дохід на одну сім'ю — 75 372 долари (медіана — 61 607). Медіана доходів становила 42 539 доларів для чоловіків та 36 408 доларів для жінок. За межею бідності перебувало 6,5 % осіб, у тому числі 6,3 % дітей у віці до 18 років та 2,9 % осіб у віці 65 років та старших.
Цивільне працевлаштоване населення становило 2472 особи. Основні галузі зайнятості: освіта, охорона здоров'я та соціальна допомога — 22,5 %, роздрібна торгівля — 14,5 %, мистецтво, розваги та відпочинок — 11,4 %, фінанси, страхування та нерухомість — 11,2 %.